# Manuel Pablo Olaechea
Manuel Pablo Olaechea Guerrero (Ica, Perú, 25 de enero de 1843 - Lima, 9 de octubre de 1913) fue un abogado y político peruano. Fue un prominente miembro del Partido Demócrata o pierolista. Fue alcalde de Lima (1895), presidente del Senado (1895) y presidente del Consejo de Ministros, ejerciendo el despacho de Justicia e Instrucción (1896-1897). «El recuerdo de su actuación política está asociado a su versación de jurisconsulto así como a la elocuencia que desplegó en sus defensas».

## Biografía
Fue hijo de Pedro de Olaechea Arnao y de Nieves Guerrero y Cabrera. Estudió en el Colegio Nacional San Luis Gonzaga, y trasladado a Lima, cursó jurisprudencia en la Universidad Nacional Mayor de San Marcos. Se graduó de bachiller en 1876, con una tesis donde sostuvo que «Los hijos incestuosos no pueden legitimarse en siguiente matrimonio». Luego de obtener el doctorado, se recibió como abogado el 4 de octubre de 1878. Fundó en Lima un estudio de abogados y uno de sus clientes fue la poderosa Casa Dreyfus.
Al estallar la guerra del Pacífico, se alistó en el batallón Ica, formado por los vecinos de esa ciudad y se sumó a la defensa de Lima, amenazada por los chilenos. A órdenes del coronel Pablo Arguedas contribuyó a que Nicolás de Piérola subiera al poder e instaurara la dictadura en diciembre de 1879. Con el grado temporal de teniente y formando en la sexta compañía del batallón N.º 2 de la Reserva, luchó en la batalla de Miraflores, librada el 15 de enero de 1881.
En 1881, como diputado por Ica, formó parte de la Asamblea Nacional de Ayacucho convocada por Nicolás de Piérola luego de la Ocupación de Lima durante la Guerra del Pacífico. Este congreso aceptó la renuncia de Piérola al cargo de Dictador que había tomado en 1879 y lo nombró presidente provisorio. Sin embargo, el desarrollo de la guerra generó la pérdida de poder de Piérola por lo que este congreso no tuvo mayor relevancia. Olaechea fue designado segundo vicepresidente de esta asamblea y lo nombró, también, fiscal de la República en lo administrativo. Integró luego como secretario el comité central directivo que organizó el Partido Demócrata según instrucciones de su caudillo, Nicolás de Piérola (1882).
En 1884, elegido diputado por Ica, formó parte de la Asamblea Constituyente convocada por el presidente Miguel Iglesias luego de la firma del Tratado de Ancón que puso fin a la Guerra del Pacífico. Esta asamblea no sólo ratificó dicho tratado sino también ratificó como presidente provisional a Miguel Iglesias, lo que condujo a la Guerra civil peruana de 1884-1885. Luego fue elegido senador por Ica, integrando el parlamento que apoyó al gobierno del general Miguel Iglesias y que tuvo duración efímera (1885).
El 4 de febrero de 1888 se incorporó al Colegio de Abogados de Lima.
Fue uno de los autores de la «Declaración de principios» del Partido Demócrata, de 1 de abril de 1889, que se convirtió en el breviario de los planteamientos políticos y los procedimientos de dicho partido. Ejerció la defensa de Piérola en 1890, cuando este fue enjuiciado en el fuero militar en 1890.
Como presidente del comité directivo de su partido gestionó la alianza política con la Unión Cívica de Mariano Nicolás Valcárcel (1892), pero su negociación se frustró al reclamar Piérola la jefatura de la misma. Cuando se consumó la coalición de la Unión Cívica con el Partido Civil (1893), Olaechea viajó a Chile para consultar con Piérola la incorporación de su partido a dicha coalición de fuerzas (1894). Piérola dio su visto bueno y así nació la Coalición Cívico-Demócrata, cuya bandera era la defensa de la libertad electoral y la autenticidad del sufragio. Esta coalición, cuyo liderazgo se confió a Piérola por reclamo popular, se opuso al segundo gobierno del general Andrés A. Cáceres, de legalidad controvertida, desencadenándose una sangrienta guerra civil, que culminó con la renuncia de Cáceres, el 17 de marzo de 1895. Se instaló entonces una Junta de Gobierno que convocó a elecciones en las que triunfó Piérola. 
Ese mismo año de 1895, Olaechea ejerció como alcalde de Lima; fue asimismo elegido senador por su tierra natal, cargo en el que se mantuvo casi ininterrumpidamente, con excepción de los años 1907 y 1908, hasta su fallecimiento en 1913. Ocupó la presidencia de su cámara en 1895.

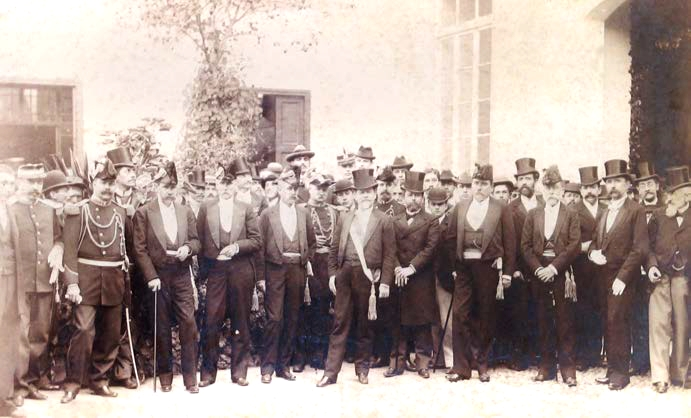
Manuel Pablo Olaechea, junto con el presidente Piérola y los demás miembros del gabinete ministerial, presidido por él mismo.

En su calidad de pierolista de la vieja guardia, el presidente Piérola lo convocó para su gobierno, y lo nombró presidente del Consejo de Ministros y ministro de Justicia e Instrucción, funciones que ejerció de 8 de agosto de 1896 a 29 de octubre de 1897. Le acompañaban en el gabinete: Enrique de la Riva Agüero (Relaciones Exteriores); José María de la Puente (Gobierno); Ignacio Rey (Hacienda); el coronel Juan Ibarra (Guerra y Marina); y Manuel J. Cuadros (Fomento). Surgió por entonces una discusión sobre las atribuciones de los poderes Legislativo y Ejecutivo. El Congreso había aprobado leyes en sesiones extraordinarias; sin embargo, el Ejecutivo se había resistido a ejecutarlas sosteniendo que la promulgación de leyes no se encontraba dentro de las actividades que se podían realizar en las legislaturas extraordinarias. Así lo hizo saber Piérola en un mensaje reservado que envió al Congreso, fechado el 11 de septiembre de 1897. En respuesta, fechada el 21 de octubre, el Congreso aprobó un voto de extrañeza, manifestando su preocupación por la conducta del Ejecutivo al no haber dado cumplimiento a las leyes promulgadas por el presidente del congreso en sesiones extraordinarias. El gabinete Olaechea realizó su descargo en una nota dirigida al congreso y señaló que el voto de extrañeza era totalmente desconocido en el Perú, cuestionando su aprobación sin haberse seguido el trámite normal que debía seguir toda moción. El 29 de octubre, Olaechea renunció al cargo después de que se discutiera una probable censura en el congreso. El voto de extrañeza contra el gobierno de Piérola es el primero que se registra en la historia republicana del Perú.
Durante el gobierno pierolista fue también vicepresidente del Consejo Gubernativo (1896), organismo creado como cuerpo de consulta del poder ejecutivo y que el mismo Piérola encabezaba; era como una especie de Consejo de Estado, pero tuvo una existencia efímera. Fue además miembro de la Comisión Consultiva de Relaciones Exteriores, y presidente de la Junta Electoral Nacional (1897).
A fines del siglo XIX y principios del XX, su estudio de abogados era el más prestigioso del Perú.

## Descendencia
Fue padre de Daniel Olaechea y Manuel Augusto Olaechea, que fueron también destacados abogados y juristas. El primero fue ministro de Justicia en 1933, y el segundo ministro de Hacienda y Comercio de 1930 a 1931. Su sobrino Pedro Carlos Olaechea y Olaechea fue ministro de Justicia en 1900.

## Publicaciones
- El usufructo de la madre (Lima, 1899)
- Verdadero sentido y alcance del art. 293 del Código Civil (Lima, 1899)